# Neoerysiphe cumminsiana
Neoerysiphe cumminsiana är en svampart som först beskrevs av U. Braun, och fick sitt nu gällande namn av U. Braun 1999. Neoerysiphe cumminsiana ingår i släktet Neoerysiphe och familjen Erysiphaceae.   Inga underarter finns listade i Catalogue of Life.